# Kleinia madagascariensis
Kleinia madagascariensis là một loài thực vật có hoa trong họ Cúc. Loài này được (Humbert) P.Halliday mô tả khoa học đầu tiên năm 1988. Đây là loài đặc hữu Madagascar.